# Dogmas e doutrinas marianas da Igreja Católica
Os Dogmas e doutrinas marianas da Igreja Católica têm a sua fundação na visão central de que a Virgem Maria é a Mãe de Deus, devido a isso, a Igreja Católica sempre considerou Maria uma figura humana de importância incomensurável no cristianismo, reconhecendo seu papel vital na história da salvação, por conseguinte, a Igreja possui muitos ensinamentos e doutrinas em relação a sua vida e papel.
A Igreja Católica possui uma disciplina específica para o estudo da pessoa, o papel e o significado da Virgem Maria, e sua veneração, esta é a disciplina da Mariologia. A doutrina mariana tem se desenvolvido ao longo de muitos séculos, e foi estudada e codificada pelos Concílios, bem como pelos principais teólogos das ordens religiosas e universidades marianas, Escolas Pontifícias, como a Marianum são especificamente dedicadas a este campo de estudo. No entanto, revelações marianas por indivíduos nem sempre são aceitos pela Igreja.

## Ensinamentos dogmáticos da Igreja Católica
Segundo a doutrina da Igreja Católica, Maria está associada aos seguintes dogmas de fé:
- Imaculada Conceição – Concebida sem a mancha do pecado original. O Papa Pio IX, na Bula Ineffabilis Deus, fez a definição oficial do dogma da Imaculada Conceição, a 8 de Dezembro de 1854.[8]:art.491
- Maternidade Divina - Maria é mãe de Deus. Porque se Jesus é Deus e Maria é mãe de Jesus, logo Maria é mãe de Deus. O dogma faz referência ao ensinamento da União Hipostática de Cristo, que afirma que a divindade e a humanidade d'Ele são inseparáveis. Portanto, através da ação do Espírito Santo na Encarnação, Maria gerou em seu ventre tanto a divindade quanto a humanidade de Jesus.[8]:art.495
- Virgindade Perpétua - Virgem antes, durante e depois do parto. Manteve-se virgem até o final de sua vida terrena.[8]:art.499
- Assunção aos Céus – Refere-se à elevação de Maria em corpo e alma ao Céu. Este dogma foi proclamado pelo Papa Pio XII em 1 de Novembro de 1950, na Constituição Apostólica Munificentissimus Deus.[9]:art.965

As igrejas ortodoxas e anglicanas na sua maioria aceitam alguns desses dogmas. Os Ortodoxos aceitam o dogma da Maternidade Divina ao referir-se a Maria como Teótoco, que significa "Mãe de Deus" (em grego).  Alguns Anglicanos aceitam referir a Maria como Teótoco.  A Igreja do Oriente, uma das mais antigas denominações cristãs, rejeita chamá-la de Teótoco.  As confissões protestantes não os aceitam ou mostram-se reticentes sobre o tema. 

### Virgindade Perpétua
A Perpétua Virgindade de Maria ensina que Maria é virgem antes, durante e depois do parto. Este dogma mariano é o mais antigo da Igreja Católica e Oriental Ortodoxa, que afirma a "real e perpétua virgindade mesmo no ato de dar à luz o Filho de Deus feito homem." Assim Maria foi sempre Virgem pelo resto de sua vida, sendo o nascimento de Jesus como seu filho biológico, uma concepção milagrosa.
No ano 107, Inácio de Antioquia já descrevia a virgindade de Maria.  São Tomás de Aquino também ensinou esta doutrina , que Maria deu o nascimento miraculoso sem abertura do útero, e sem prejuízo para o hímen. Esta doutrina já era um dogma desde o cristianismo primitivo, tendo sido declarada por notáveis escritores como São Justino Mártir e Orígenes. O Papa Martinho I proclamou essa doutrina como um dogma no Concílio de Latrão (649). 

### Maternidade Divina

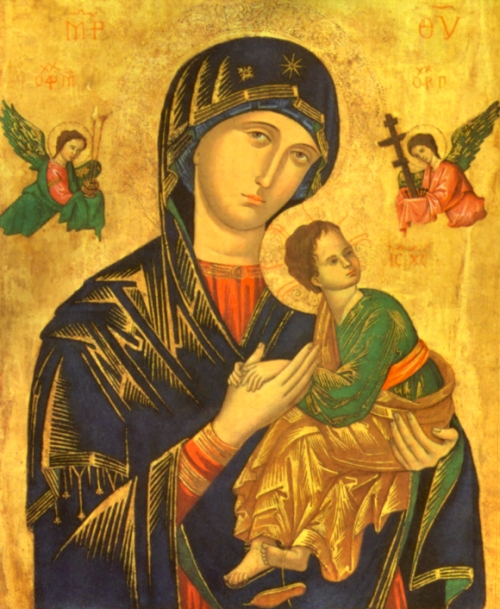
Nossa Senhora do Perpétuo Socorro e Menino Jesus, pintado por volta do século XV.

A definição como Mater Dei ou Deiparas (em latim) ou Teótoco (em grego) foi afirmado por diversos Padres da Igreja nos três primeiros séculos, como Inácio (107), Justino Mártir (155), Efrém, o Sírio, Cirilo de Alexandria e Atanásio (330) . O Terceiro Concílio Ecumênico, realizado em Éfeso decretou esta doutrina dogmaticamente em 431. A visão contrária, defendida pelo patriarca de Constantinopla Nestório era que Maria devia ser chamada de Cristótoco, que significa "Mãe de Cristo", para restringir o seu papel como mãe apenas da natureza humana de Cristo e não da sua natureza divina. 
Os adversários de Nestório, liderados por Cirilo de Alexandria, consideravam isto inaceitável, pois Nestório estava destruindo a união perfeita e inseparável da natureza divina e humana em Jesus Cristo, uma vez que em Cristo "O Verbo se fez carne" (João 1:14), ou seja o Verbo (que é Deus - João 1:1) é a carne; e a carne é o Verbo, Maria foi a mãe da carne de Cristo e consequentemente do Verbo. Cirilo escreveu que "Surpreende-me que há alguns que duvidam que a Virgem santa deve ser chamada ou não de Teótoco. Pois, se nosso Senhor Jesus Cristo é Deus, e a Virgem santa deu-o à luz, ela não se tornou a [Teótoco]?" A doutrina de Nestório foi considerada uma falsificação da Encarnação de Cristo, e por consequência, da salvação da humanidade. O Concílio aceitou a argumentação de Cirilo, afirmou como dogma o título de Teótoco de Maria, e anamatizou Nestório, considerando sua doutrina (Nestorianismo) como uma heresia. 

### Imaculada Conceição

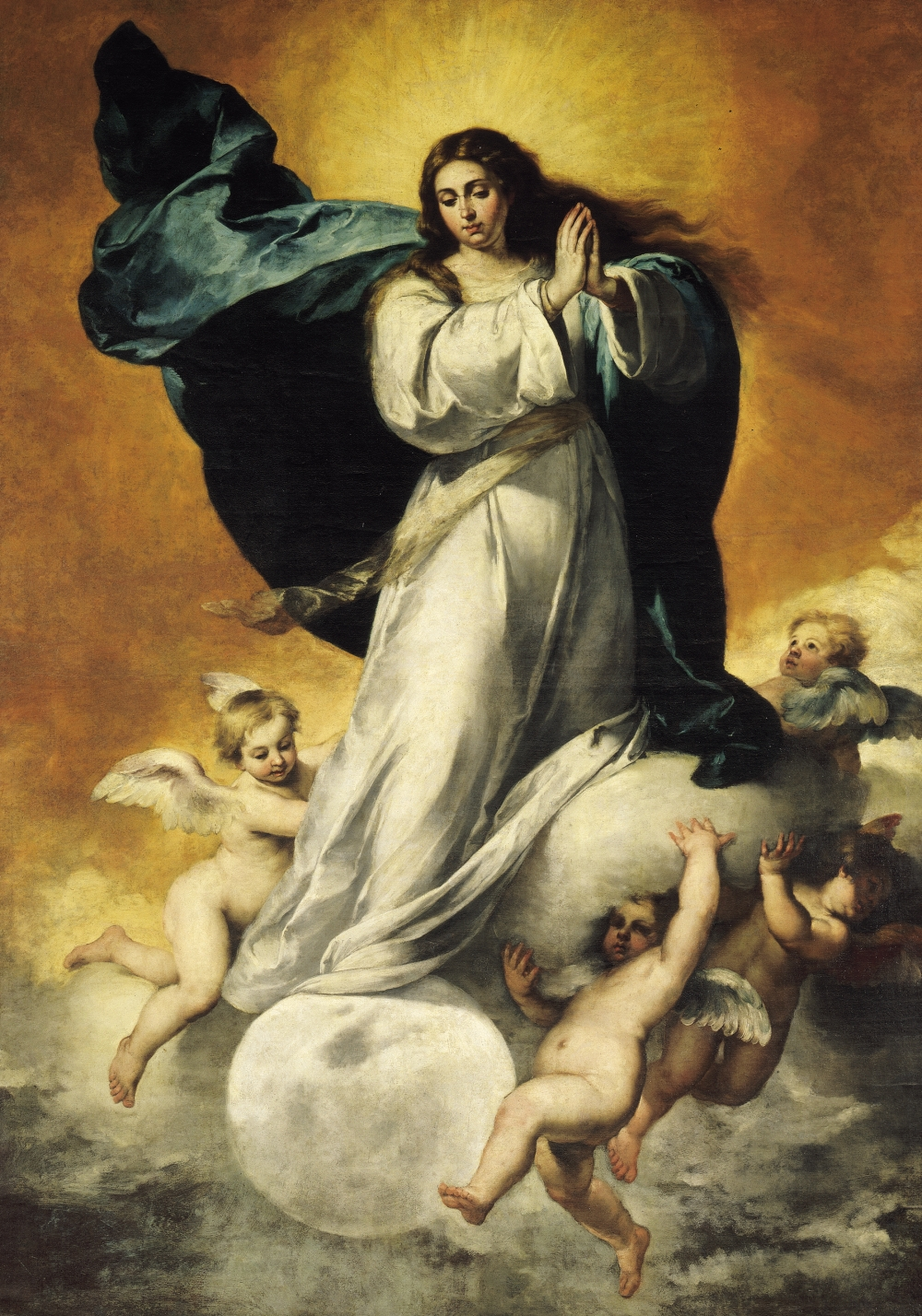
Imaculada Conceição, Bartolomé Esteban Murillo, 1650.

Na bula papal dogmática Ineffabilis Deus, foi feita a definição oficial do dogma da Imaculada Conceição; nela, em 8 de dezembro de 1854 disse Pio IX: (...) que a doutrina que defende que a beatíssima Virgem Maria foi preservada de toda a mancha do pecado original desde o primeiro instante da sua concepção, por singular graça de privilégio de Deus omnipotente e em atenção aos merecimentos de Jesus Cristo salvador do gênero humano, foi revelada por Deus e que, por isso deve ser admitida com fé firme e constante por todos os fiéis.
Em 8 de setembro de 1953, Pio XII através da Carta encíclica Fulgens corona anunciou a celebração do "Ano Mariano" comemorativo do primeiro centenário da definição do dogma da "Imaculada Conceição da Bem-aventurada Virgem Maria". Em 5 de dezembro de 2007, Bento XVI fez tornar público decreto que concede indulgência plenária aos fiéis que cumprirem as condições nele estabelecidas, por ocasião do "150º. aniversário da manifestação da Beata Virgem Maria na Gruta de Massabielle, próximo a Lourdes".

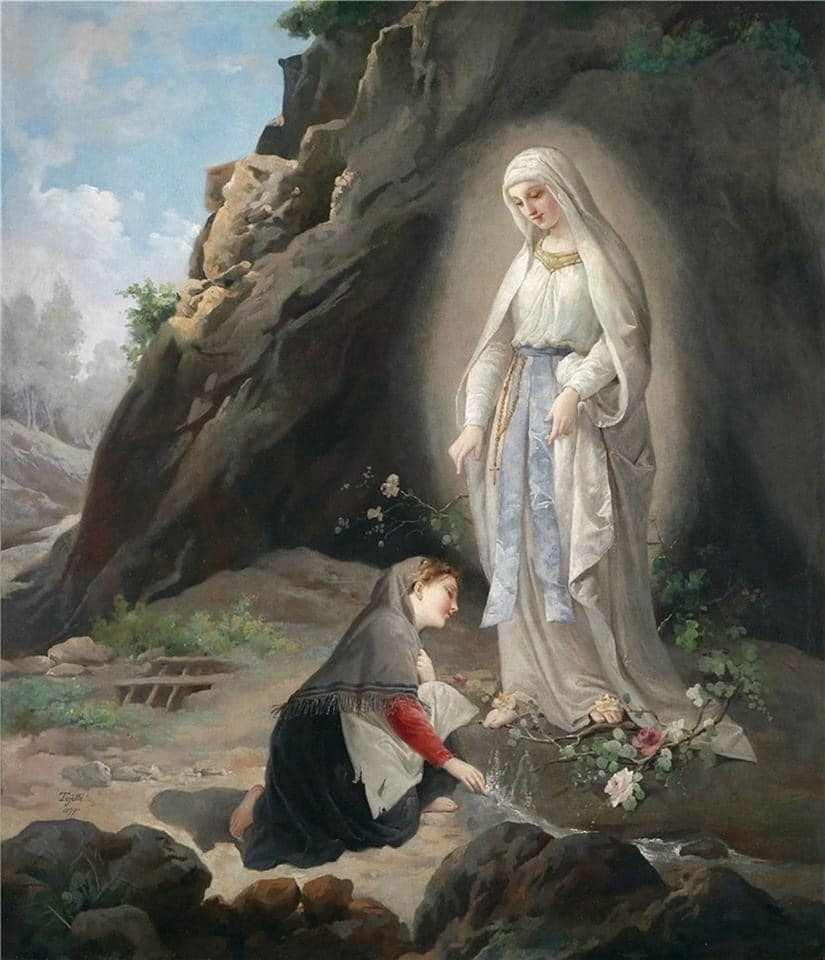
Pintura que retrata a aparição da Virgem Maria a Bernadette Soubirous em Lourdes.

### Assunção da Virgem Maria
A Virgem Maria no fim de sua vida terrena foi elevada em corpo e alma à glória celestial. Este dogma foi proclamado ex cathedra pelo Papa Pio XII, no dia 1º de novembro de 1950, por meio da Constituição Munificentissimus Deus:
"Depois de elevar a Deus muitas e reiteradas preces e de invocar a luz do Espírito da Verdade, para glória de Deus onipotente, que outorgou à Virgem Maria sua peculiar benevolência; para honra do seu Filho, Rei imortal dos séculos e vencedor do pecado e da morte; para aumentar a glória da mesma augusta Mãe e para gozo e alegria de toda a Igreja, com a autoridade de nosso Senhor Jesus Cristo, dos bem-aventurados apóstolos Pedro e Paulo e com a nossa, pronunciamos, declaramos e definimos ser dogma divinamente revelado que a Imaculada Mãe de Deus e sempre Virgem Maria, terminado o curso da sua vida terrena, foi assunta em corpo e alma à glória do céu". 
O Papa Pio XII deixou liberadamente em aberto se Maria foi elevada aos céus após sua morte ou ainda em vida.

## Outras doutrinas
A Igreja Católica detém muitos outros ensinamentos sobre a Virgem Maria, dos quais muitos são tão relevantes como os ensinamentos acima definidos. Outros são antigos ensinamentos, venerações e celebrações, que sob a orientação infalível do Espírito Santo, são uma parte integrante do depósito de fé transmitida pela Igreja. 
A devoção à Virgem Maria continua sendo ressaltada nos ensinamentos da Igreja Católica, por exemplo, na sua encíclica Rosarium Virginis Mariae, o Papa João Paulo II afirmou que foi inspirado pelos escritos de São Luís Maria Grignion de Montfort sobre a Total Consagração à Santíssima Virgem Maria.

### Dormição de Maria
Não há registros históricos do momento da morte de Maria. Diz uma tradição cristã, atestada por Hipólito de Tebas, que ela teria morrido (Dormição da Virgem Maria) no ano 41 d.C. e seu corpo depositado no Getsêmani.
Desde os primeiros séculos, usou-se a expressão dormitação, do lat. dormitáre, em vez de "morte". Alguns teólogos e  santos da Igreja Católica, sustentam que Maria não teria morrido, mas teria "dormitado" e assim levada aos Céus; outra corrente, diversamente, sustenta que não teria tido este privilégio uma vez que o próprio Jesus passou pela morte.

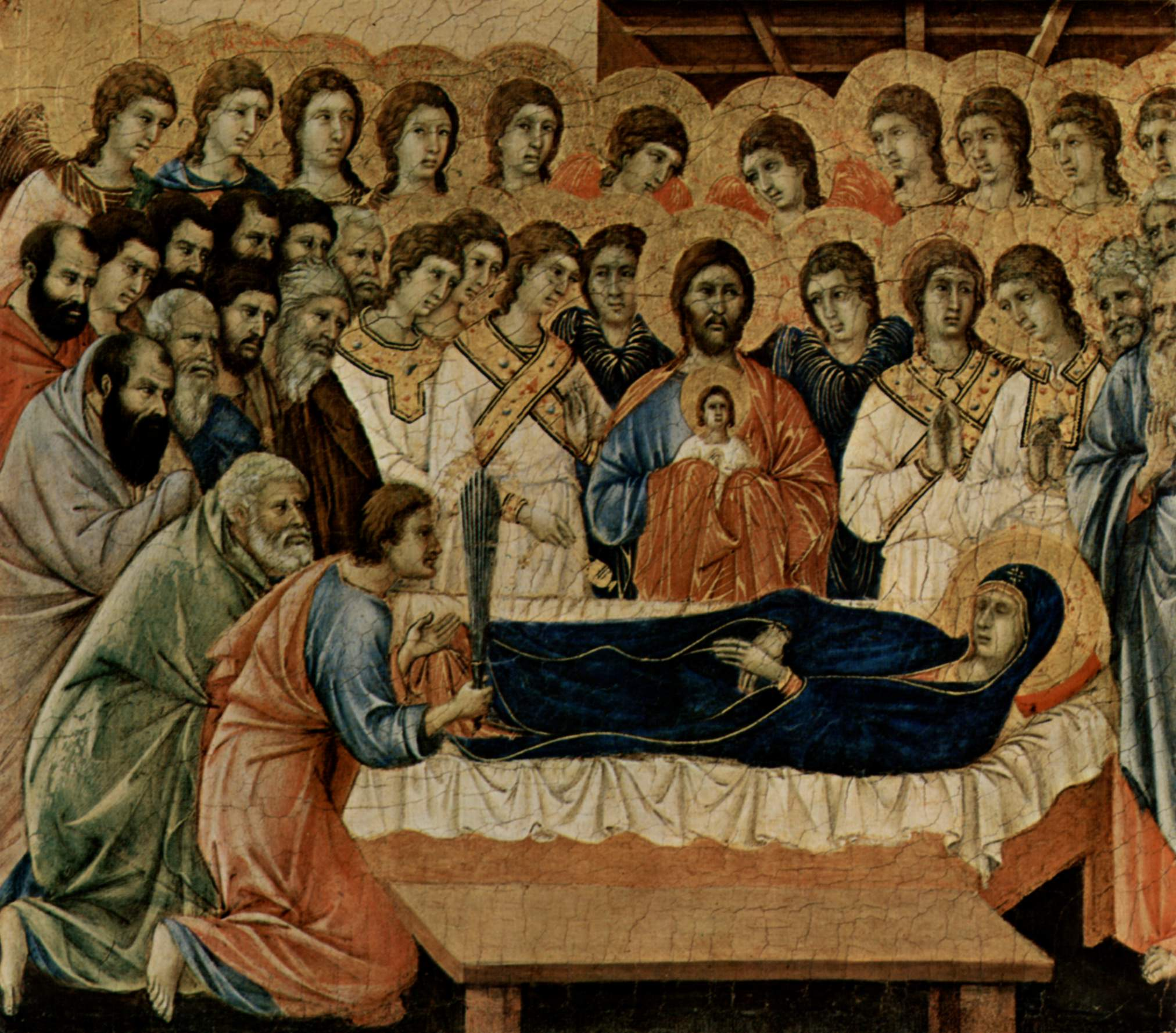
A Dormição de Maria, por Duccio di Buoninsegna, 1308, Museo dell'Opera del Duomo, Siena.

Do ponto de vista oficial do magistério da Igreja Católica, sobre esta matéria, nunca se duvidou da Assunção. Reservou-se ao dogma apenas o tema da Assunção em si. Sobre a dormição de Maria, entretanto, João Paulo II assim se manifestou:
(...) O Novo Testamento não dá nenhuma informação sobre as circunstâncias da morte de Maria. Este silêncio induz supor que se produziu normalmente, sem nenhum fato digno de menção. Se não tivesse sido assim, como teria podido passar despercebida essa notícia a seu contemporâneos sem que chegasse, de alguma maneira até nós?
No que diz respeito às causas da morte de Maria, não parecem fundadas as opiniões que querem excluir as causas naturais. Mais importante é investigar a atitude espiritual da Virgem no momento de deixar este mundo. A este propósito, São Francisco de Sales considera que a morte de Maria se produziu como efeito de um ímpeto de amor. Fala de uma morte "no amor, por causa do amor e por amor" e por isso chega a afirmar que a Mãe de Deus morreu de amor por seu filho Jesus (Tratado do Amor de Deus, Liv. 7, cc. XIII-XIV).
Qualquer que tenha sido o fato orgânico e biológico que, do ponto de vista físico, Lhe tenha produzido a morte, pode-se dizer que o trânsito desta vida para a outra foi para Maria um amadurecimento da graça na glória, de modo que nunca melhor que nesse caso a morte pode conceber-se como uma "dormição".

### Maria é a Mãe de todos os cristãos

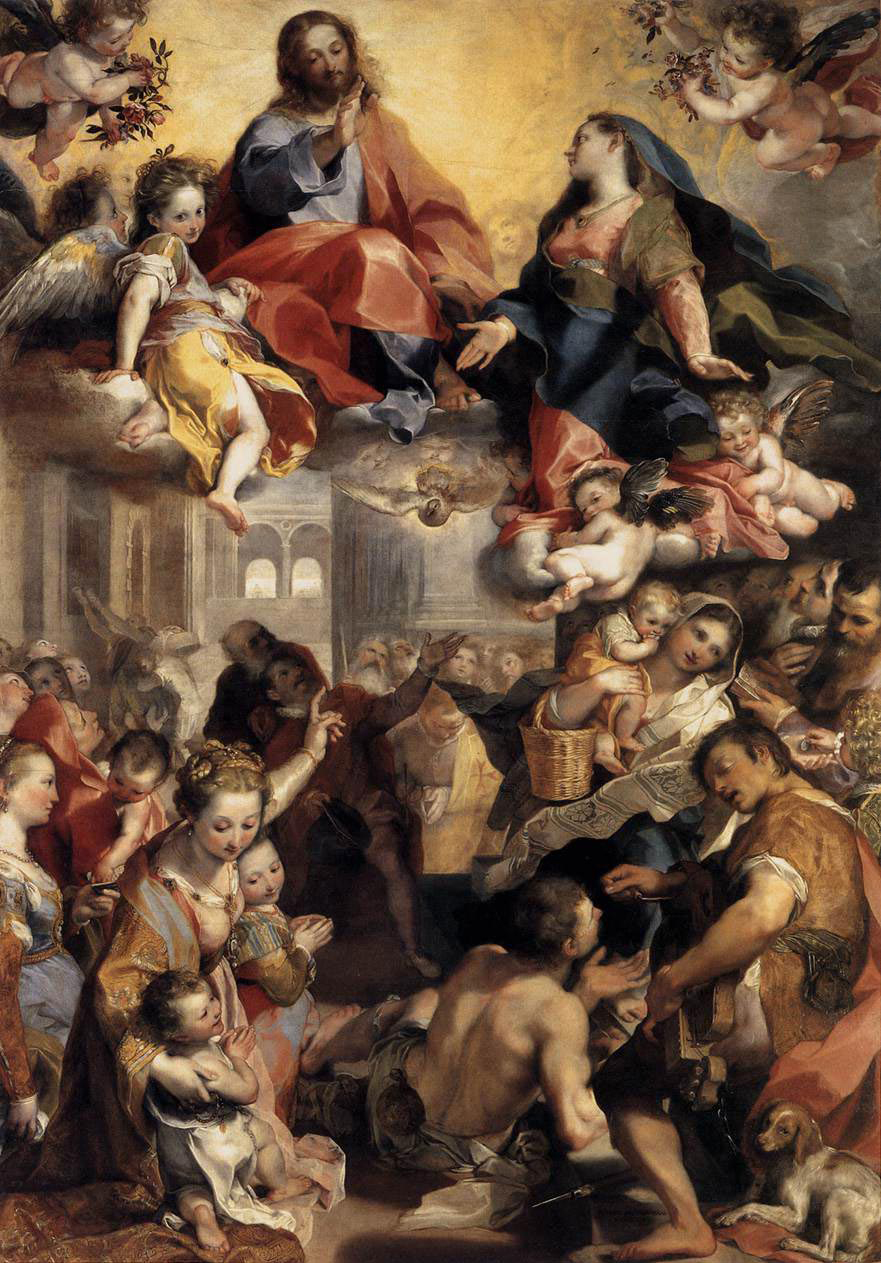
Madonna del Popolo (Mãe do povo) de Federico Barocci (1579).

Maria é vista como mãe da Igreja e de todos os seus membros , ou seja, todos os cristãos, pois os cristãos na Bíblia são parte do corpo de Cristo, a Igreja. Eles, portanto, compartilham com Cristo a paternidade de Deus e também a maternidade de Maria. Mais uma vez, no Novo Testamento, (João 19:26–27) Jesus entrega sua mãe ao apóstolo João, que simboliza toda a humanidade. Assim, naquele momento, Jesus deixa a Virgem Maria como Mãe de todos os cristãos. Também o evangelista define Jesus na cruz como filho de Maria. Assim, ela seria também Mãe da Igreja. Santo Agostinho (354-430) já cita este título. O Catecismo da Igreja Católica afirma:
"A Virgem Maria... É reconhecida e honrada como sendo verdadeiramente a Mãe de Deus e do Redentor.... Ela é «claramente a mãe dos membros de Cristo... Maria, Mãe de Cristo, Mãe da Igreja.»  

### Medianeira
Jesus Cristo é o único mediador entre Deus e o homem. (I Timóteo 2:5). Ele sozinho conciliou o homem com Deus através da sua morte na cruz. Mas isso não exclui um papel secundário de Maria como medianeira, dependente de Cristo, e medianeirra entre os homens e Jesus Cristo. A Igreja ressalta que Jesus é o único mediador entre os seres humanos e Deus, e que Maria aparece como sendo mediadora entre os seres humanos, e o próprio Jesus Cristo. Ou seja, Jesus leva os homens à Deus, e Maria leva os homens à Jesus.  O ensinamento que Maria intercede por todos os crentes e, especialmente, aqueles que pedem sua intercessão através da oração, remete aos primeiros séculos do cristianismo, por exemplo a oração Sub tuum praesidium, escrita em grego aproximadamente em 250.  Outra oração de Efrém da Síria (306-373) afirma: Depois do mediador, a medianeira de todo o mundo. (post mediatorem mediatrix totius mundi) 

### Advogada

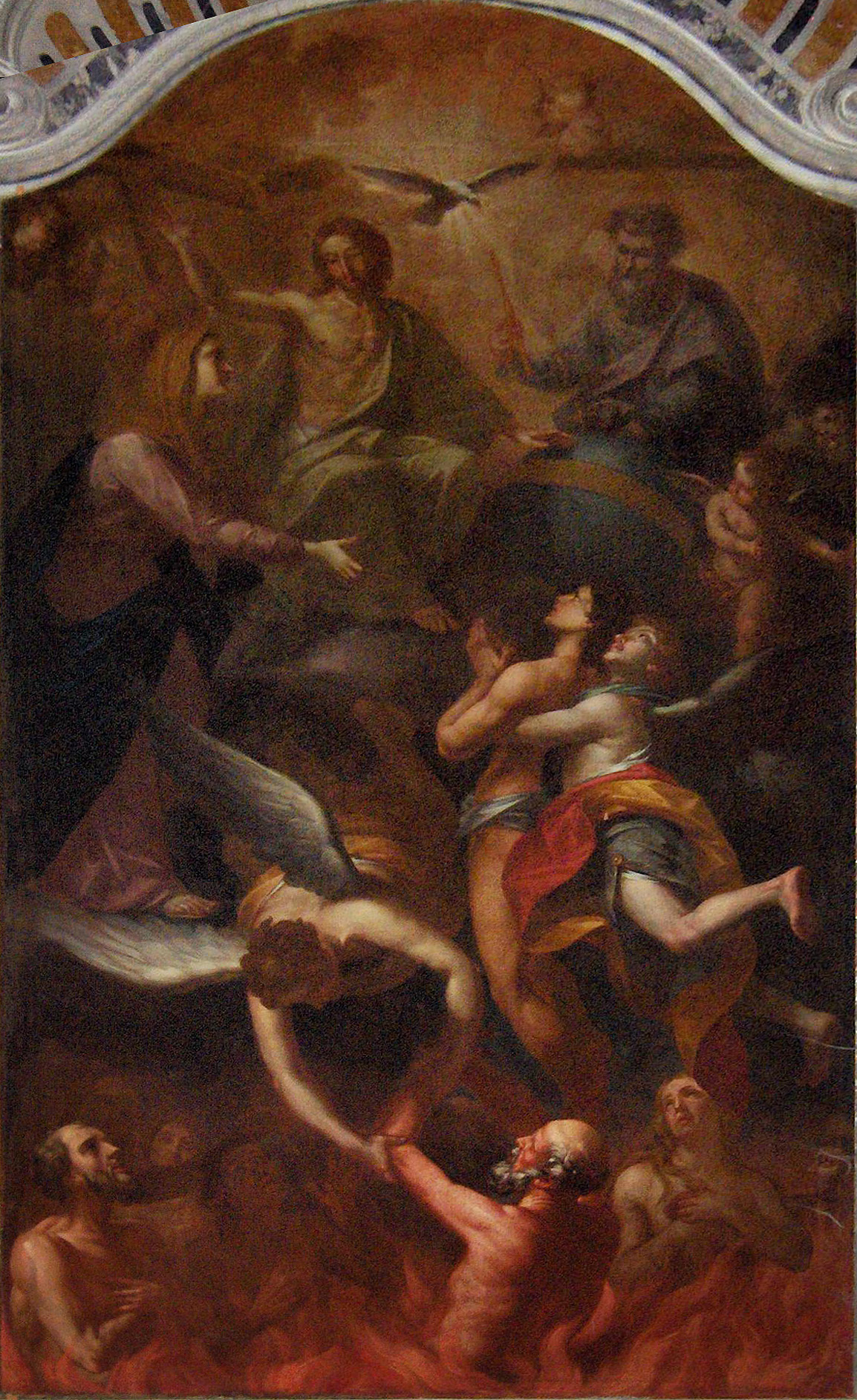
"Ressurreição dos mortos", Igreja de São João Batista em Cervo, Itália.

Advogada nossa (português) ou Advocata nostra (latim) faz alusão a capacidade de Maria de interceder por seus filhos, seja durante a vida, em favor de uma súplica, seja após a morte, recorrendo no tribunal divino pela salvação de uma alma.
Juntamente com os conceitos medianeira e corredentora, "Maria Advogada" é uma recorrente proposta como dogma deste o Concílio Vaticano II, lembrado de forma particular durante o pontificado de São João Paulo II.

### Corredentora
Corredentora (português) ou Co-Redemptrix (latim) refere-se a participação indireta de Maria no processo de salvação. Mesmo antes do ano 200, Ireneu de Lyon refere-se a Maria como "causa salutis" (causa de nossa salvação) devido ao seu filho. O ensinamento tornou-se universal desde o século XV , mas nunca foi declarado um dogma, embora petições para declará-lo (juntamente com Medianeira e Advogada) dogmaticamente, tenham sido submetidos ao papa por vários cardeais e bispos, tornando-se assim o quinto dogma mariano aprovado pela Santa Sé.
O conceito de corredentora remete para uma participação indireta, mas importante da Virgem Maria na redenção, pois Maria deu à luz o Redentor (Jesus Cristo), que é o responsável por toda a redenção e salvação, assim ela foi mediadora de redenção. Os católicos creem que Cristo é o único Redentor da humanidade  (I Timóteo 2:5), sendo que a própria Maria teve de ser redimida e resgatada por Jesus Cristo. 

### Rainha do Céu

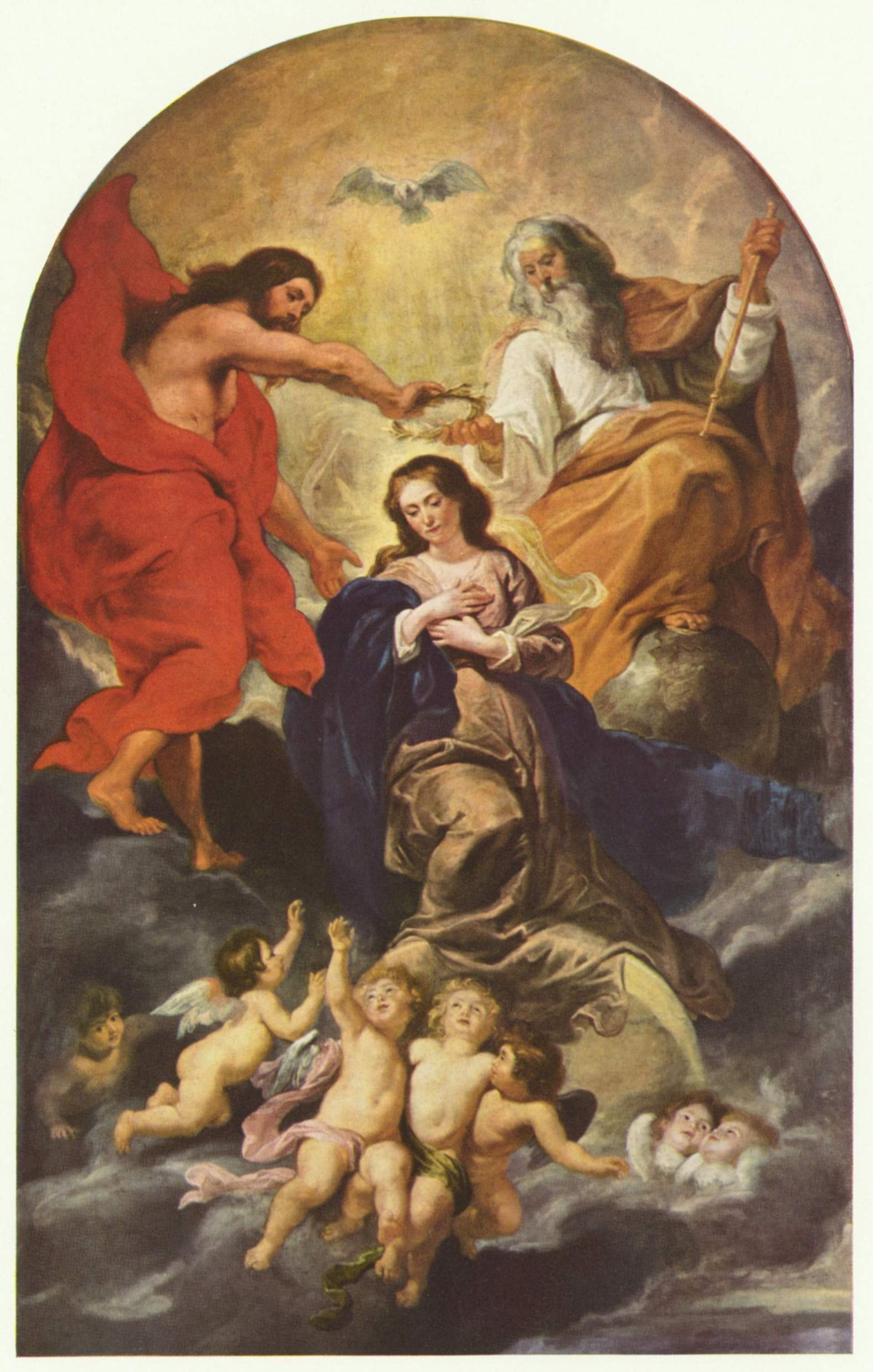
Coroação da Virgem Maria, de Rubens, século XVII

A doutrina de que a Virgem Maria foi coroada Rainha do Céu remonta ao início da Igreja, para escritores tais como Gregório de Nazianzo, que afirma que Maria é "a Mãe do Rei do universo," e a "Virgem Mãe, de quem surgiu o Rei de todo o mundo", Efrém da Síria já a considerava Rainha do Céu. A Igreja Católica muitas vezes vê Maria como rainha do céu, ostentando uma coroa de doze estrelas como a Mulher do Apocalipse(Apocalipse 12:1-5).
Muitos Papas homenageram Maria com este título: Maria é a Rainha do Céu e da Terra, (Pio IX), Rainha do Universo (Leão XIII) e Rainha do Mundo (Pio XII).  O fundamento teológico e lógico desses títulos repousa no dogma de Maria como a Virgem Mãe de Deus, que reina ao longo de todo o mundo, sendo celestialmente bem-aventurada com a glória de uma Rainha. 
 Certamente, no pleno e rigoroso sentido do termo, somente Jesus Cristo, o Deus-Homem, é Rei, mas Maria, também, como Mãe do divino Cristo, (...) tem uma participação, embora de forma limitada e de modo análogo, em sua dignidade real. A união radiante (...) que ela atingiu com Cristo transcende o de qualquer outra criatura; de sua união com Cristo ela recebe o real direito de dispor dos tesouros do Divino Redentor do Reino, de sua união com Cristo finalmente é derivada a inesgotável eficácia de sua materna intercessão do Filho e do seu pai. 
Este ensinamento segue o precedente bíblico da antiga Israel, cuja monarquia, segundo o cristianismo, passou para Jesus. Ele será grande e será chamado o Filho do Altíssimo, e o Senhor Deus lhe dará o trono de seu pai David. (Lucas 1:32) No Antigo Testamento os reis de Israel e Judá, como David ou Salomão possuíam muitas esposas. O título de Rainha, portanto, não era concedido a qualquer mulher do rei, mas para a mãe do rei. (I Reis 2:17-21; I Reis 15:13; Jeremias 13:18). A Rainha Mãe era conhecida em hebraico como gebirah. Uma vez que Jesus é o rei celestial, da linhagem de Davi e Salomão, Maria se tornou Rainha-Mãe.

### Reparações à Virgem Maria
Há ensinamentos e tradições específicas como Atos de Reparação, ou seja, orações à Virgem Maria para os insultos que ela sofre. O missal Católico Raccolta (aprovada por um decreto de 1854, e publicado pela Santa Sé em 1898) inclui estas orações.
Estas devoções e orações não envolvem um pedido para si ou para um falecido, mas destinam-se a reparar os pecados dos outros contra a Virgem Maria.

### Títulos
À Virgem Maria são atribuídos diversos títulos, que podem fazer referência a suas virtudes, ou aos locais em que apareceu, tais como: Nossa Senhora de Nazaré, Nossa Senhora da Conceição, Nossa Senhora do Rosário, Imaculado Coração de Maria, Nossa Senhora de Guadalupe, Nossa Senhora de Lourdes, Nossa Senhora do Perpétuo Socorro, Nossa Senhora dos Remédios, Nossa Senhora do Monte Carmelo, Nossa Senhora de Fátima, Nossa Senhora das Lágrimas, Nossa Senhora Aparecida, Nossa Senhora de Akita, entre outros. 

## Magistério da Igreja Católica
São os seguintes, os principais documentos mariológicos da Igreja promulgados nos últimos cento e cinquenta anos:
- Papa Leão XIII: Encíclicas Magnae Dei Matris, 1892 [58], Adiutricem populi, 1895 [59], Augustissimae Virginis Mariae, 1897. [60]
- Papa Pio IX: Bula dogmática Ineffabilis Deus, de 8 de dezembro de 1854. [61]
- Papa Pio X: Encíclia Ad diem illum laetissimum, 1904. [62]
- Papa Pio XI: Encíclica Lux veritatis, 1931. [63]
- Papa Pio XII: Constituição Apostólica Munificentissimus Deus, 1950 [31], encíclicas Fulgens corona, 1953 [29] e Ad Caeli Reginam, 1954. [43]
- Concílio Vaticano II, Constituição Lumen Gentium, cap. VIII, 1964. [2]
- Papa Paulo VI: Exortações Apostólicas Marialis cultus, 1974 [64] e Signum magnum, 1967. [65]
- Papa João Paulo II: Encíclica Redentoris Mater (1987) [1], Exortação Apostólica Redentoris custos [66], 1989 e Carta Apostólica Rosarium Virginis Mariae, (2002). [34]

## Devoções

### Santo Rosário
Fazer peregrinações a santuários marianos e rezar o Santo Rosário e a Ladainha de Nossa Senhora é uma das práticas devocionais mais antigas católicas. O Santo Rosário é uma oração em honra da Santíssima Virgem Maria formado tradicionalmente por três terços seguidos depois da reza da ladainha. Esta prática tem sido estimulada por vários papas ao longo dos tempos.
As práticas devocionais à Virgem Maria mais conhecidas incluem: as Sete Dores de Maria , a Coroa das Lágrimas de Maria , o Santo Rosário  e o Escapulário de Nossa Senhora do Carmo. A orações dirigidas a Maria mais conhecidas incluem: Ave Maria, Magnificat, Angelus, Memorare e Salve Rainha. Os meses de Maio e Outubro são meses tradicionalmente marianos para os católicos romanos. O rosário diário é incentivado em Outubro, e em Maio práticas devocionais tem o seu ápice em muitas regiões. Papas emitiram uma série de encíclicas e cartas apostólicas marianas para incentivar a devoção a veneração à Virgem Maria. 

### As Sete Dores de Maria
A historiografia de Maria colhe uma tradição fundada nos evangelhos que venera as suas Sete Dores, são sete momentos da sua vida em que passou por sofrimento humano notável:
- Primeira dor: a profecia de Simeão.[68]
- Segunda dor: a fuga para o Egipto.[68]
- Terceira dor: Jesus perdido no Templo.[68]
- Quarta dor: Maria encontra o seu Filho com a cruz a caminho do Calvário.[68]
- Quinta dor: Jesus morre na Cruz.[68]
- Sexta dor: Jesus é descido da Cruz e entregue a sua Mãe.[68]
- Sétima dor: o corpo de Jesus é sepultado.[68]

### As Sete Alegrias de Maria
As sete alegrias aparecem frequentemente na arte e literatura devocionais da Idade Média e são geralmente:
- Anunciação [76]
- Nascimento de Jesus [76]
- Adoração dos Magos [76]
- Ressurreição de Jesus [76]
- Ascensão de Jesus [76]
- Pentecostes (a descida do Espírito Santo sobre os apóstolos e Maria) [76]
- Coroação da Virgem [76]

### Ladainha Lauretana
A Ladainha Lauretana (em latim: Litaniæ lauretanæ), ou Ladainha de Nossa Senhora é uma litania originalmente aprovada em 1587 pelo Papa Sixto V. É uma prece dirigida à Virgem Maria com origem na cidade de Loreto onde a tradição católica diz ser conservada milagrosamente a Casa de Nazaré.
Nesta litania são referidos e meditados alguns dos muitos Títulos de Maria. 